# Ross Montgomery
Ross Montgomery (East Kilbride, 16 oktober 1962) is een Schotse darter die speelt voor de WDF. Zijn bijnaam is The Boss. Montgomery was captain van Schotland tijdens de WDF World Cup, WDF Europe Cup en de Six Nations Cup.

## Carrière
In 2006 plaatste Montgomery zich voor het eerst voor Lakeside, waar hij in de eerste ronde met 3–1 verloor van Nederlander Vincent van der Voort. Vervolgens haalde hij de finale van het Scottish Open, waar hij onder andere Gary Robson en Michael van Gerwen versloeg. Hij verloor deze finale van Göran Klemme uit Zweden.
In 2007 haalde Montgomery de laatste zestien van de Winmau World Masters, waar hij verloor van Martin Atkins. In 2008 pakte hij zijn eerste toernooizege op de EDO England Open. Tijdens dit toernooi versloeg hij onder anderen Ted Hankey en Gary Robson en in de finale versloeg hij zijn landgenoot Gary Anderson. Tijdens het BDO International Open haalde hij de finale, maar deze wedstrijd verloor hij van Davy Richardson. Tijdens de British Classic haalde hij nog een finale in 2008. Dit toernooi won hij door in de finale weer Anderson te verslaan.
Door zijn goede prestaties in 2008 kwalificeerde Montgomery zich automatisch voor Lakeside 2009. In de eerste ronde van dit toernooi versloeg hij Martin Phillips en een ronde verder werd hij uitgeschakeld door latere winnaar Ted Hankey.
In 2010 plaatste hij zich als nummer zes van de wereld voor Lakeside 2010. In de eerste ronde werd hij al uitgeschakeld door Garry Thompson, nadat hij zes pijlen miste om de wedstrijd te winnen.
In 2010 won hij de Zuiderduin Darts Masters door in de finale Robbie Green uit Engeland, (na een 0–4-achterstand), met 5–4 te verslaan. In 2014 won Montgomery de Dutch Open door in de finale te winnen van Scott Waites met 3–2. In 2017 stond hij opnieuw in de finale van de Dutch Open, hier verloor hij met 3–1 van Mark McGeeney. In 2020 won hij de Dutch Open door in de finale te winnen van Brian Raman met 3–1.

### PDC
Montgomery maakte op 6 januari 2022 bekend om voor de eerste keer ooit deel te nemen aan de PDC Q-School van 2022. Op de derde wedstrijddag won hij een tour card en werd daarom speelgerechtigd voor het PDC-circuit in 2022 en 2023. Door zijn overstap naar de PDC nam Montgomery niet deel aan het WDF World Darts Championship 2022, waar hij zich voor had gekwalificeerd.

### WSD
Bij de World Seniors Darts Tour won Montgomery in 2025 het World Seniors Darts Championship. Hij debuteerde op dit toernooi. De Schot versloeg Trina Gulliver, John Part, oud-toernooiwinnaar Robert Thornton en Steve Beaton om de finale te halen. Daarin passeerde hij Graham Usher met een uitslag van 5-1 om wereldkampioen te worden bij de senioren.

## Resultaten op Wereldkampioenschappen

### BDO
- 2006: Laatste 32 (verloren van Vincent van der Voort 1-3)
- 2009: Laatste 16 (verloren van Ted Hankey 1-4)
- 2010: Laatste 32 (verloren van Garry Thompson 2-3)
- 2011: Laatste 32 (verloren van Alan Norris 1-3)
- 2012: Laatste 16 (verloren van Tony O'Shea 1-4)
- 2013: Laatste 32 (verloren van Paul Jennings 1-3)
- 2014: Laatste 16 (verloren van Martin Adams 1-4)
- 2015: Kwartfinale (verloren van Martin Adams 1-5)
- 2016: Laatste 32 (verloren van Jamie Hughes 0-3)
- 2017: Laatste 32 (verloren van Richard Veenstra 1-3)
- 2018: Laatste 32 (verloren van Scott Waites 1-3)
- 2019: Laatste 32 (verloren van Scott Baker 0-3)
- 2020: Voorronde (verloren van Thibault Tricole 2-3)

### WDF
- 2009: Laatste 32 (verloren van Martin McCloskey met 2-4)
- 2011: Laatste 128 (verloren van Martin Adams met 0-4)
- 2013: Laatste 64 (verloren van Tom Sawyer met 1-4)
- 2015: Runner-up (verloren van Jim Williams met 4-7)
- 2019: Laatste 256 (verloren van Oskar Lukasiak met 0-4)

### WSD (Senioren)
- 2025: Winnaar (gewonnen in de finale van Graham Usher met 5-1)